# Dacus pamelae
Dacus pamelae är en tvåvingeart som först beskrevs av Munro 1984.  Dacus pamelae ingår i släktet Dacus och familjen borrflugor.
Artens utbredningsområde är Moçambique. Inga underarter finns listade i Catalogue of Life.